# Buckleya
Buckleya là một chi cây bụi ký sinh ở châu Á và châu Mỹ thuộc họ Đàn hương.
Chúng được đặt theo tên của Samuel Botsford Buckley, nhà thực vật học người Mỹ.

## Các loài
- Buckleya angulosa S.B.Zhou & X.H.Guo – eastern China
- Buckleya distichophylla (Nutt.) Torr. – southeastern United States
- Buckleya graebneriana Diels – central China
- Buckleya lanceolata (Siebold & Zucc.) Miq. – Japan, China[5]